# Bộ Song tinh tảo
Bộ Song tinh tảo (danh pháp khoa học: Zygnematales, từ tiếng Hy Lạp: ζυγός (đôi, tiếp hợp) +  νῆμα (sợi, chỉ),  νήματος (dạng sợi, chỉ), cũng gọi là bộ Tảo tiếp hợp (Conjugales)), là một bộ tảo lục, bao gồm vài nghìn loài khác biệt trong các chi, chẳng hạn như trong các chi được biết đến nhiều nhất như Zygnema và Spirogyra. Tất cả các thành viên của nhóm này phát triển thành các sợi không phân cành, dày 1 tế bào, phát triển lâu hơn thông qua quá trình phân chia tế bào thông thường. Phần lớn các loài sống trong môi trường nước ngọt và tạo thành một thành phần quan trọng của lớp bọt váng tảo phát triển bên cạnh hay trên thực vật thủy sinh, đá và các loại mảnh vụn khác nhau trong nước.
Về mặt hệ thống học, bộ này thuộc về ngành Charophyta nghĩa rộng (hay Streptophyta), là nhóm bao gồm các loài tảo có quan hệ họ hàng gần với thực vật bậc cao hơn là so với phần lớn các loài tảo khác (và bao gồm cả chính các loài thực vật trên cạn trong phân loại sử dụng ngành Streptophyta).
Sinh sản hữu tính ở bộ Zygnematales diến ra theo một quá trình gọi là tiếp hợp, trong đó các sợi của hai giới sắp hàng và các ống hình thành giữa các tế bào tương ứng. Sau đó các tế bào đực trở thành dạng amip và bò ngang qua, hoặc đôi khi cả hai tế bào cùng bò vào trong ống. Các tế bào sau đó gặp nhau và hợp nhất để tạo ra bào tử tiếp hợp, sau đó nó trải qua phân bào giảm nhiễm để tạo ra các sợi mới. Chỉ có các tế bào cái mới chuyển giao lục lạp sang tế bào con, như ở thực vật bậc cao.
Nhóm còn lại khác của tảo tiếp hợp là các loài thuộc bộ Desmidiales, sinh sống như là các tế bào riêng lẻ, thường nổi bật vì bề ngoài đối xứng của chúng. Hai bộ này là các họ hàng gần nhất của nhau, và đôi khi các loài trong bộ Desmidiales cũng được gộp trong bộ Zygnematales, hoặc cả hai được gộp trong lớp của chính chúng là Zygnematophyceae (lớp Song tinh tảo hay lớp Tảo tiếp hợp). Họ Mesotaeniaceae trong một số phân loại đôi khi cũng được tách ra thành bộ riêng của nó gọi là Mesotaeniales.

## Thư viện ảnh

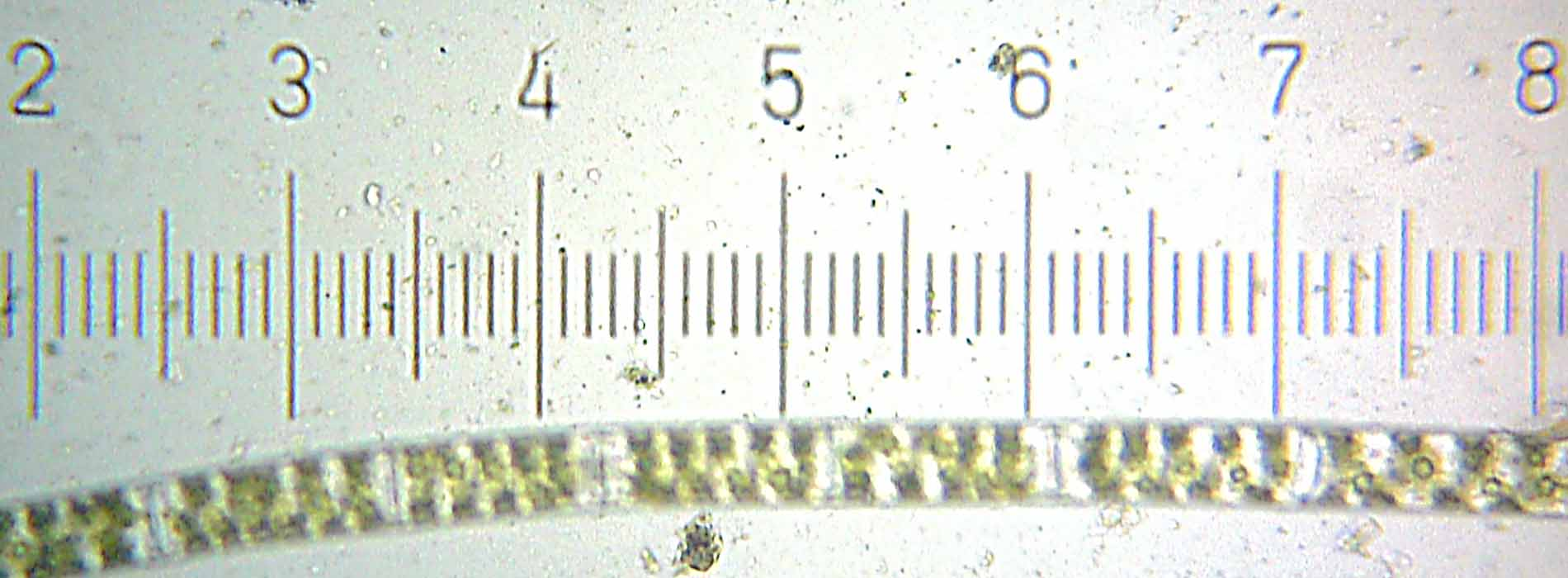
Spirogyra. Mỗi khoảng chia độ có đánh số có giá trị bằng 122 µM
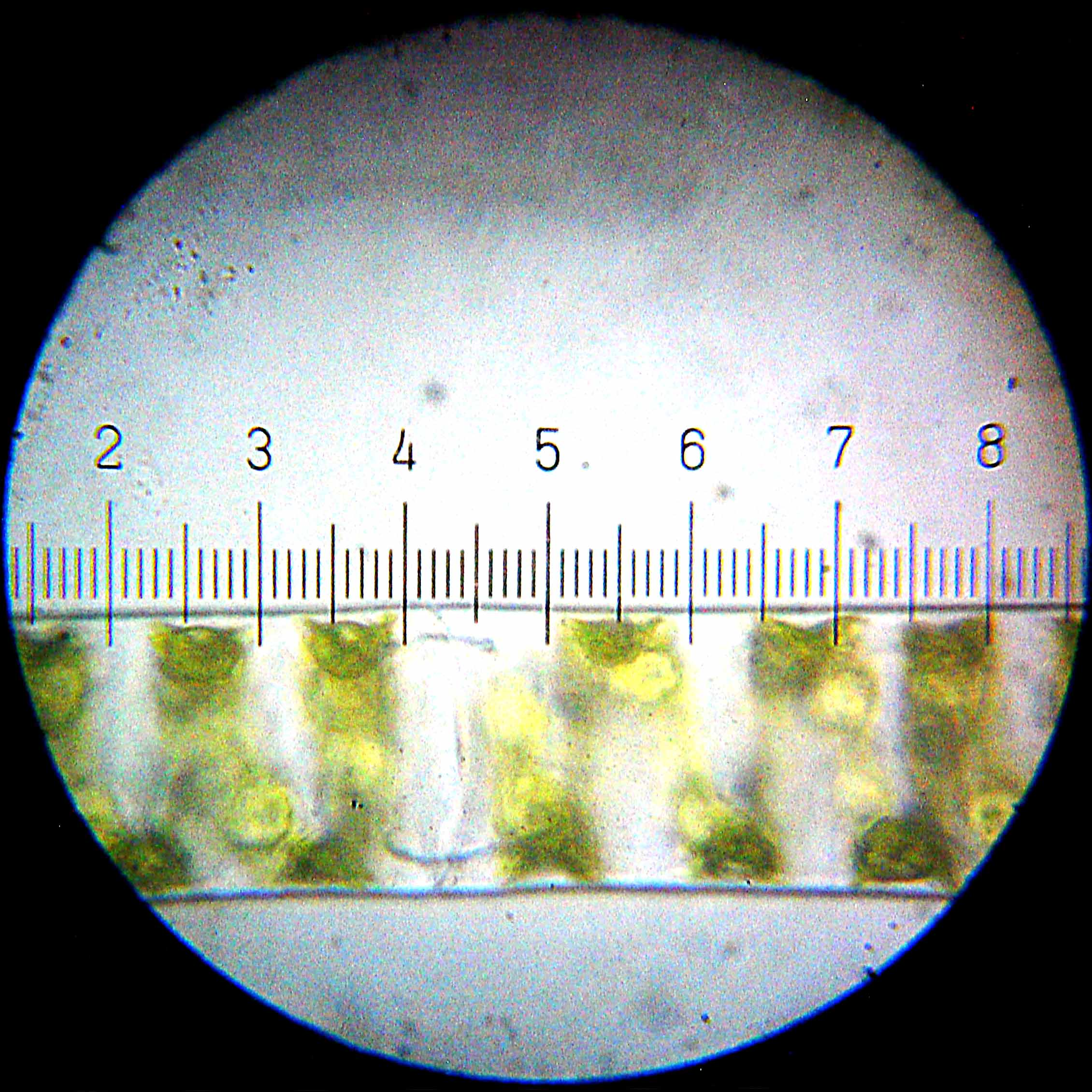
Spirogyra. Mỗi khoảng chia độ có đánh số có giá trị bằng 20 µM
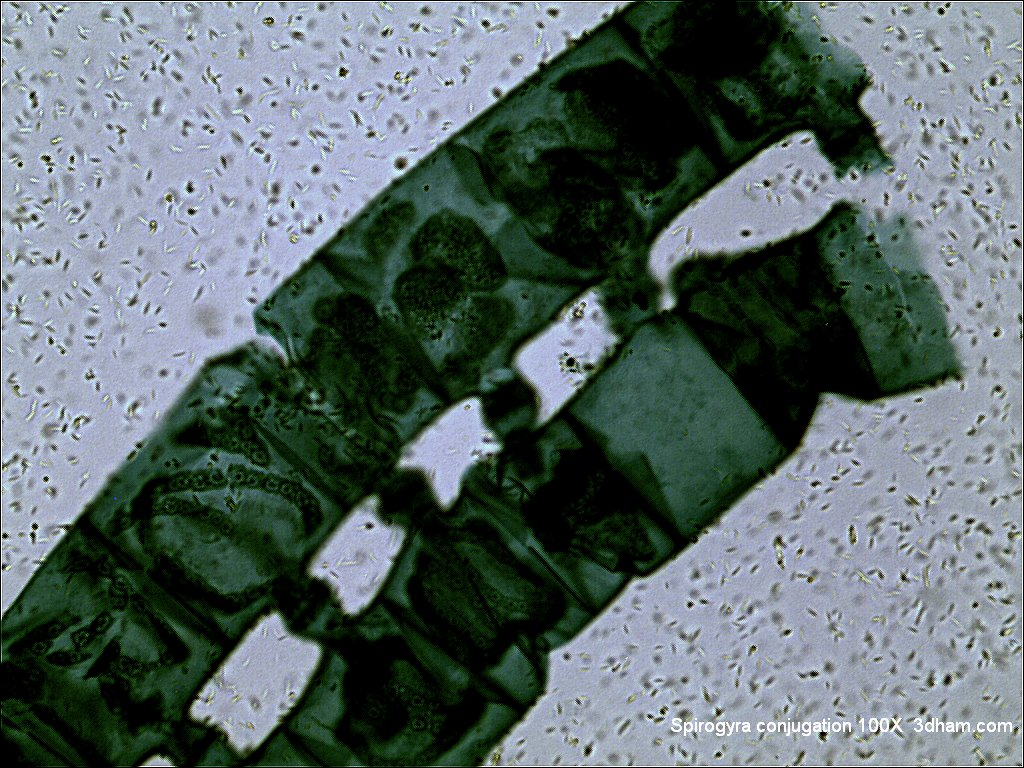
Quan sát vi thể sự tiếp hợp của Spirogyra.
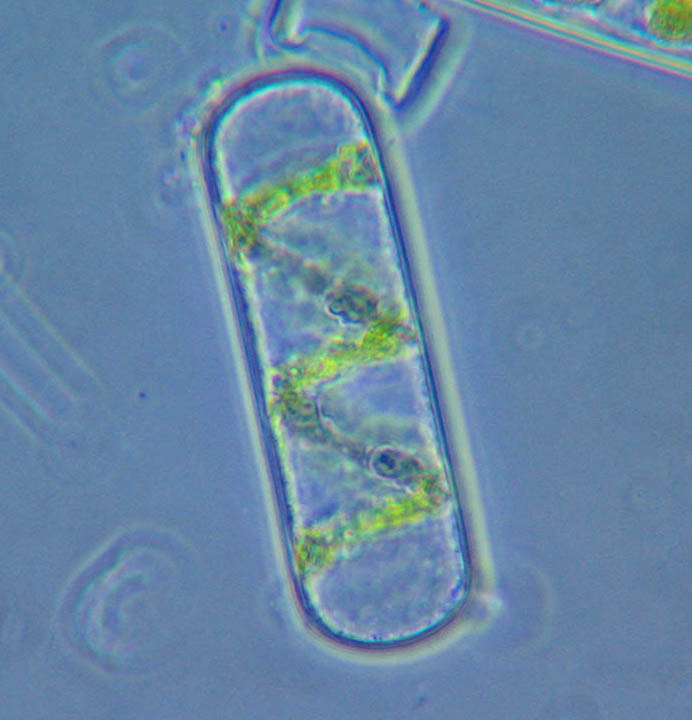
Một tế bào của Spirogyra